# Acianthera fabiobarrosii
Acianthera fabiobarrosii là một loài phong lan.

## Hình ảnh

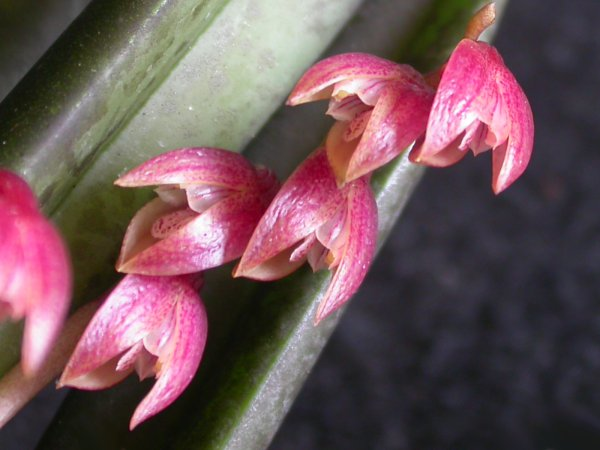
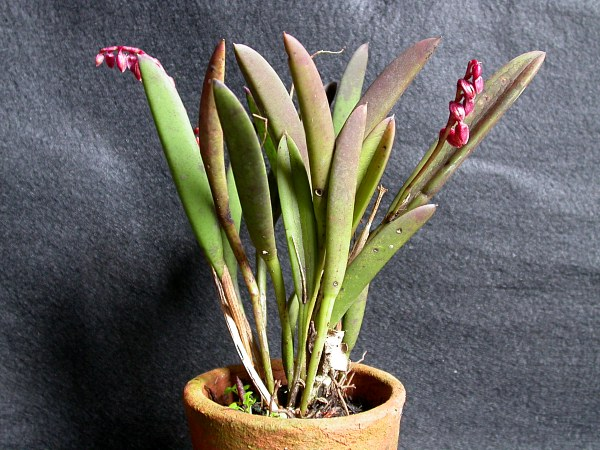
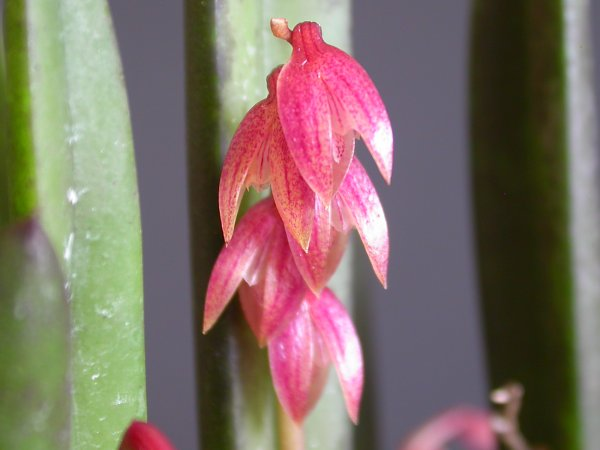
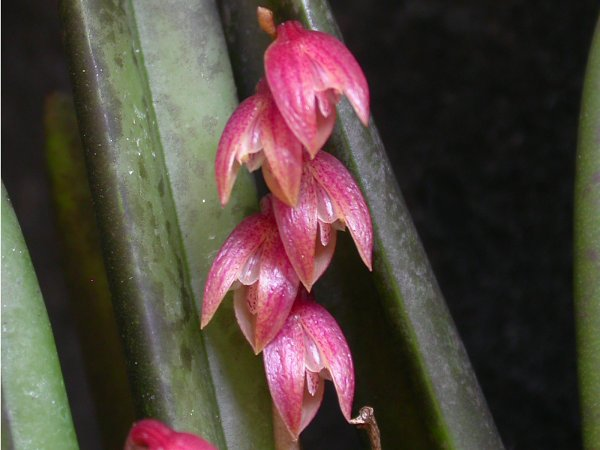